# Kukljica
Kukljica je naselje in manjše pristanišče na otoku Ugljanu ter istoimenska občina Zadrske županije.

## Geografija
Kukljica leži na jugovzhodni strani otoka Ugljena. Naselje se razprostira okoli istoimenskaga zaliva. Kukljica je najbolj razvit turistični kraj na otoku. Okoli naselja je obala razčlenjena s števinimi zalivčki: Otrić, Kostanj, Gnojišća, Kukljica, Ždrelašćica, Kunčabok, Vela in Mala Sabuša, Jelenica, Bačina, Maževica in Mala Lamjana. V zalivčkih so imenitnime plaže ob gostih borovih gozdičkih. V borovem gozdu v na rtu Zaglav, ki leži med zalivoma Gnojišće in Kukljica stoji turistično naselje »Zelena punta« s športnimi in rekreacijskimi napravami.
Kukljica se ponaša z dobro zavarovanim pristanom, ki ga varujeta dva valobrana, v katerem je manjša marina s priključki za elektriko, vodo, velika trgovina, splavna drča in manjša ladjedelnica.
Na obeh koncih valobrana, ki zapirata vhod v pristanišče, sta postavljena svetilnika. Prvi oddaja svetlobni signal: Z Bl 3s, drugi pa R Bl 3s. Oba svetilnika imata nazivni domet 4 milje.

## Prebivalstvo
| Pregled števila prebivalcev po letih | Pregled števila prebivalcev po letih | Pregled števila prebivalcev po letih | Pregled števila prebivalcev po letih | Pregled števila prebivalcev po letih | Pregled števila prebivalcev po letih | Pregled števila prebivalcev po letih | Pregled števila prebivalcev po letih | Pregled števila prebivalcev po letih | Pregled števila prebivalcev po letih | Pregled števila prebivalcev po letih | Pregled števila prebivalcev po letih | Pregled števila prebivalcev po letih | Pregled števila prebivalcev po letih | Pregled števila prebivalcev po letih |
| ------------------------------------ | ------------------------------------ | ------------------------------------ | ------------------------------------ | ------------------------------------ | ------------------------------------ | ------------------------------------ | ------------------------------------ | ------------------------------------ | ------------------------------------ | ------------------------------------ | ------------------------------------ | ------------------------------------ | ------------------------------------ | ------------------------------------ |
| 1857                                 | 1869                                 | 1880                                 | 1890                                 | 1900                                 | 1910                                 | 1921                                 | 1931                                 | 1948                                 | 1953                                 | 1961                                 | 1971                                 | 1981                                 | 1991                                 | 2001                                 |
| 688                                  | 780                                  | 839                                  | 1078                                 | 1310                                 | 1345                                 | 1537                                 | 1457                                 | 1563                                 | 1612                                 | 1473                                 | 1375                                 | 716                                  | 868                                  | 650                                  |

V edinem občinskem naselju Kukljici stalno živi 650 prebivalcev (popis 2001).

## Zgodovina
Prvi znani pisni vir omenja današnje naselje že davnega leta 1106, ko je bilo v listini »Codex diplomaticus« omenjeno darovanje oljk samostanu sv. Kerševana v Zadru.
Cerkev sv.Pavla je bila postavljena leta 1666. Na pročelju fasade je vidnih več starih zapisov v glagolici. Nedaleč stran od naselja, v zalivu Kostanj se nahajajo ruševine gotske cerkve iz 15. stoletja.
Cerkev sv. Gospe Snježne iz 17. stoletja , ki stoji v zalivu Zdrelašćica je kot kulturni spomenik vpisana v register kulturne dediščine.

## Zanimivost
Neprekinjeno od leta 1514 dalje se v Kukljuci 5. avgusta odvija procesija
za praznik »Blagdan Sv. Gospe Snježne«. Kipec Marije Snežne z veliko procesijo odnesejo na ladjo. Nato se procesija z udeležbo več sto različnih plovil nadaljuje s plovbo po morju.